# Menhir

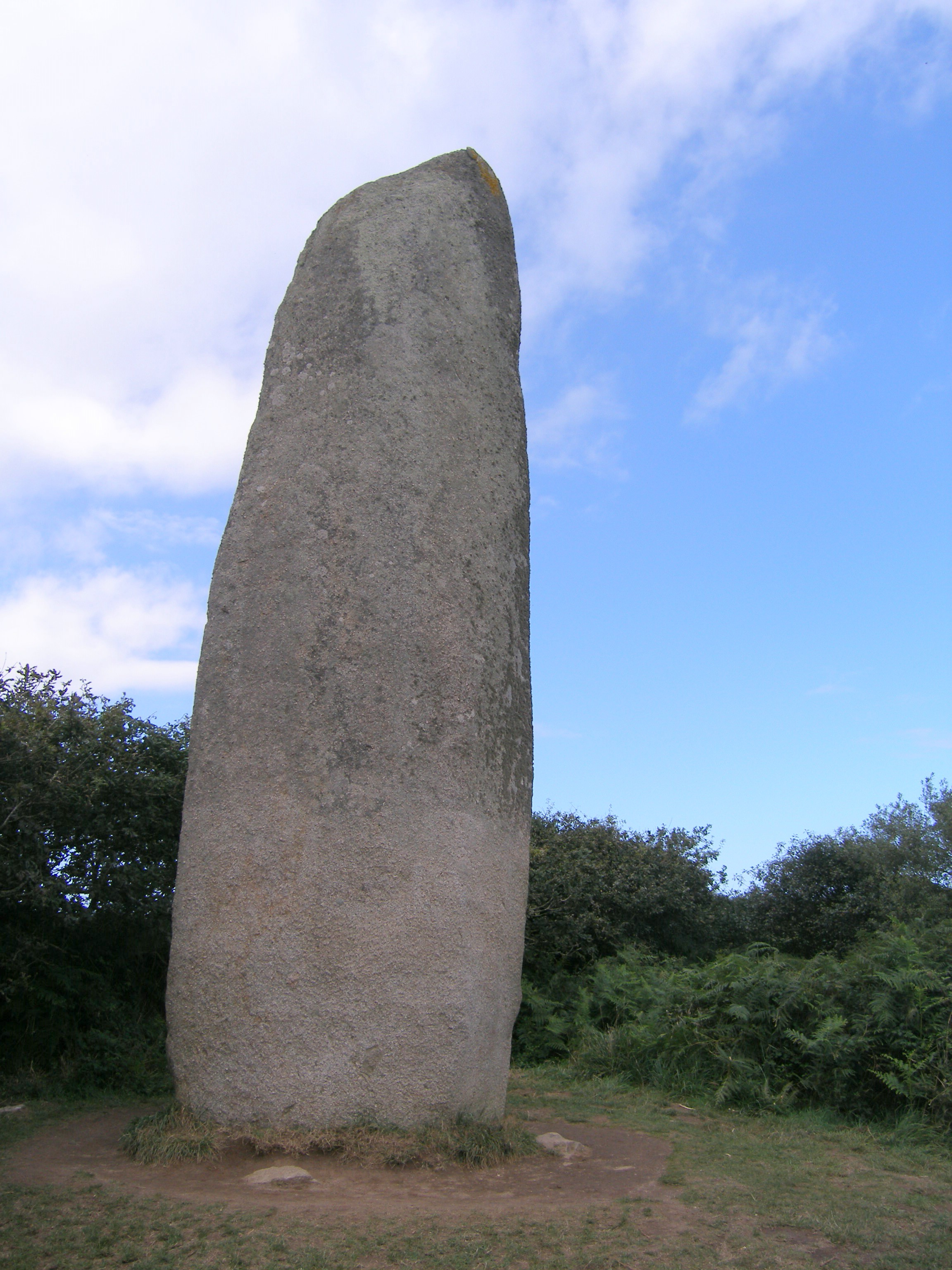
Menhir Kerloas v Plouarzelu, největší dosud stojící menhir v Bretani

Menhir (z bretonštiny men – kámen a hir – dlouhý) je kamenný blok svisle zasazený do země. Jako menhiry jsou odborníky označovány neopracované či málo opracované kameny, které vztyčili lidé v období od neolitu po dobu bronzovou. Menhiry tedy patří mezi megalitické památky. Obecně se název menhir používá pro stojící kámen vztyčený lidskou rukou bez ohledu na období vzniku. Mezi menhiry se potom zahrnují i obdobné objekty z protohistorického období (např. postavené Kelty či prvními Slovany). V moderní době se objevila móda vytváření novodobých menhirů.
Slovo menhir je novodobá umělá složenina, používající bretonská slova. V samotné bretonštině se pak pro menhir používá slovo peulvan. Je možné, že české slovo balvan a bretonské peulvan mají společný původ.[zdroj?]

## Výskyt, vzhled, datace

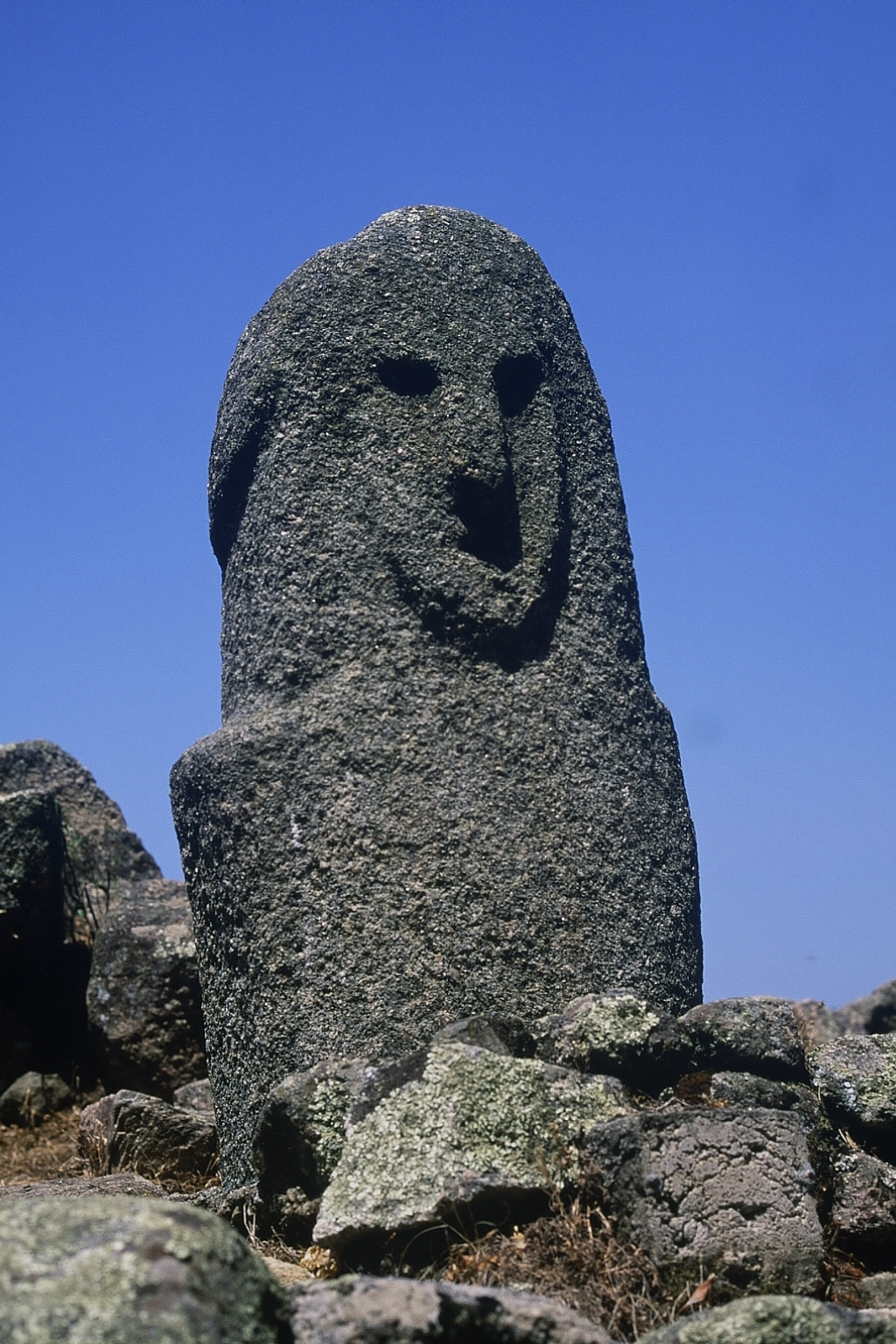
Menhir s antropomorfními rysy na Filitose (Korsika)

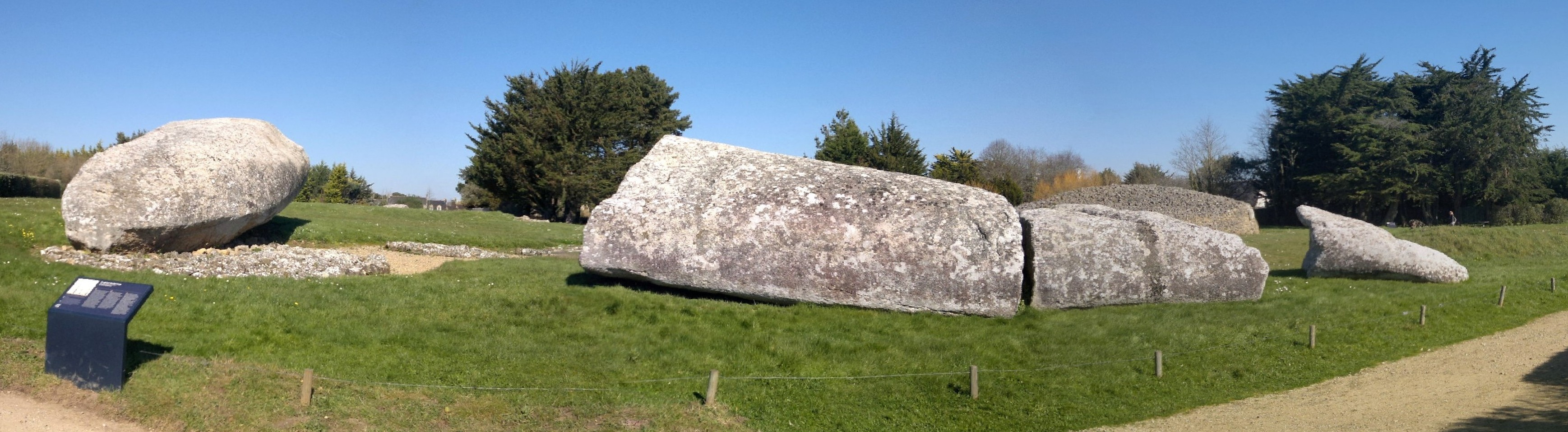
Grand menhir brisé v Bretani

Skutečné menhiry se nacházejí v Evropě, Asii (Indie, Indonésie, Korea), Africe (Senegal) i Jižní Americe. Jejich největší počet je v západní Evropě, a to zejména v Irsku, Velké Británii a Francii (především v Bretani). Nacházejí se i ve Španělsku a Portugalsku, na Sardinii a Korsice, ve střední Evropě a ve Skandinávii. Odhaduje se, že v severozápadní Evropě kdysi stálo asi 50 000 menhirů, z toho necelých 10 000 se zachovalo. Mnoho menhirů bylo v průběhu věků zničeno nebo znehodnoceno po rozšíření křesťanství. Největší menhir Evropy, Er Grah neboli Le Grand Menhir Brisé (Velký rozlámaný menhir), který vážil 350 tun a jehož celková délka byla 21 metrů, se jako celek nezachoval. Rozlomený na čtyři části leží u Locmariaqueru v Bretani.
Menhiry někdy stojí osamoceně, někdy tvoří kamenné řady (alignement), kruhy nebo jiné sestavy obdélného či podkovitého tvaru. Vedle menhirů beze stop opracování se vzácněji vyskytují menhiry naznačující lidskou postavu, případně i oděv a zbraně. Mívají falický charakter, ale vyskytují se i menhiry s ženskými znaky.[zdroj?] Některé menhiry obsahují rytiny, včetně antropomorfních postav a symbolů. Kameny jsou často z materiálu, který se vyskytoval ve značné vzdálenosti od místa jejich vztyčení. Je možné, že jejich stavitelé vyžadovali kámen se specifickým složením a vlastnostmi.

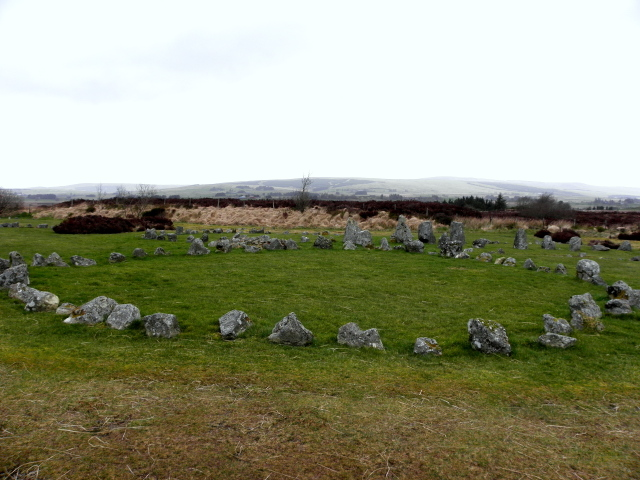
Kamenný kruh v Beaghmore v Severním Irsku

Stáří menhirů nelze vědeckými metodami přesněji určit, pouze se odhaduje. I proto se do katalogů menhirů dostala řada vztyčených kamenů pouze na základě jejich fyzických vlastností (tvar, velikost, materiál), tradic, toponymie nebo souvisejících legend. Donedávna se soudilo, že většina vznikla v době kultury zvoncových pohárů, tj. v období cca 2800–1800 př. n. l. Poslední výzkumy naznačují u některých mnohem starší původ, možná před 6000–7000 lety.

## Funkce menhirů
Účel stavby menhirů není známý, ale existují různé hypotézy. Nejčastěji jsou menhiry spojovány s náboženskými obřady. Jejich rozmístění, případně vzájemné vztahy, odvozují některé teorie od astronomických či geometrických spojnic (teorie ley-lines, považovaná za pseudovědeckou), jiné teorie přisuzují menhirům funkci prehistorického kalendáře, další viděly v menhirech značky vymezující území.
Existují také novější, geomantické teorie, odborníky odmítané, které považují menhiry za kondenzátory pozitivních energií, připadně za jakési rušičky energií negativních. Podle této teorie naši předkové vztyčováním kamenů upravovali energetické a magnetické toky Země a tím krajinu jaksi léčili. Menhiry často stojí na místech geologických zlomů, tedy v místech, kde je energie Země zvlášť dostupná.

## Menhiry v Česku
České menhiry jsou pravděpodobně mladší než menhiry v západní Evropě a nejspíš mezi nimi není žádný skutečný menhir. Podle archeologa Karla Sklenáře by do této kategorie mohlo spadat zhruba pět kamenů, ovšem důkazy nejsou. Dle Milana Špůrka, který české menhiry v 80. letech 20. století zmapoval a pokusil se prokázat, že mezi nimi existují geometrické a astronomické souvislosti, byly postaveny až Kelty v době laténské.

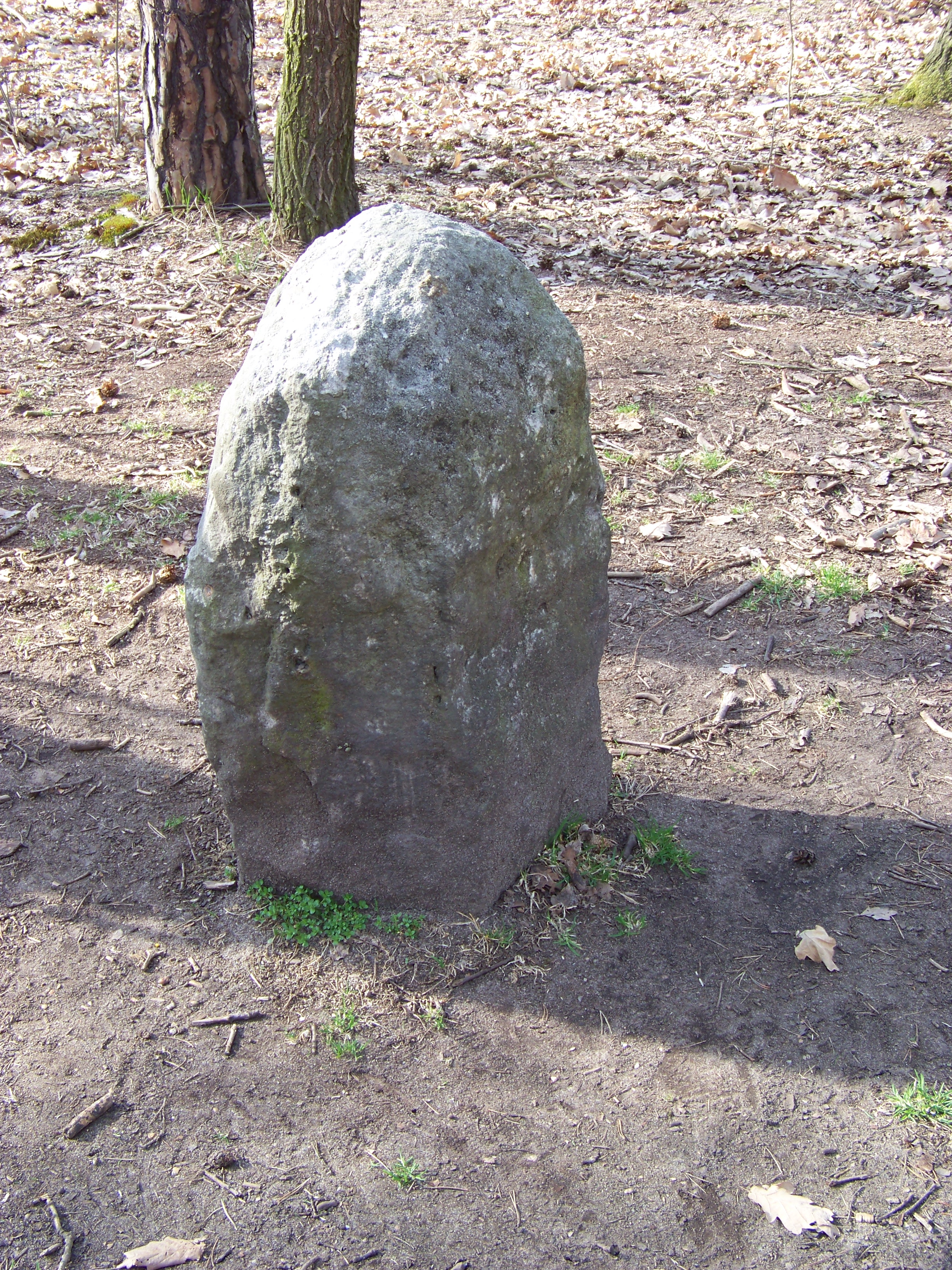
Sporný menhir u Kerska

Jako menhir ve smyslu kamene uměle vztyčeného dříve než ve středověku se dá uznat jen poměrně malý počet českých menhirů, mnoho dalších je považováno za sporné. Může jít o přírodní kameny, o kameny z mnohem mladších dob, které sloužily jako rozcestníky, hraniční sloupy a mezníky, u některých z menších kamenů jde možná o zbytky smírčích křížů. Naproti tomu je známo, že menhiry bývaly ve středověku "pokřesťanštěny" a ozdobeny křížem.

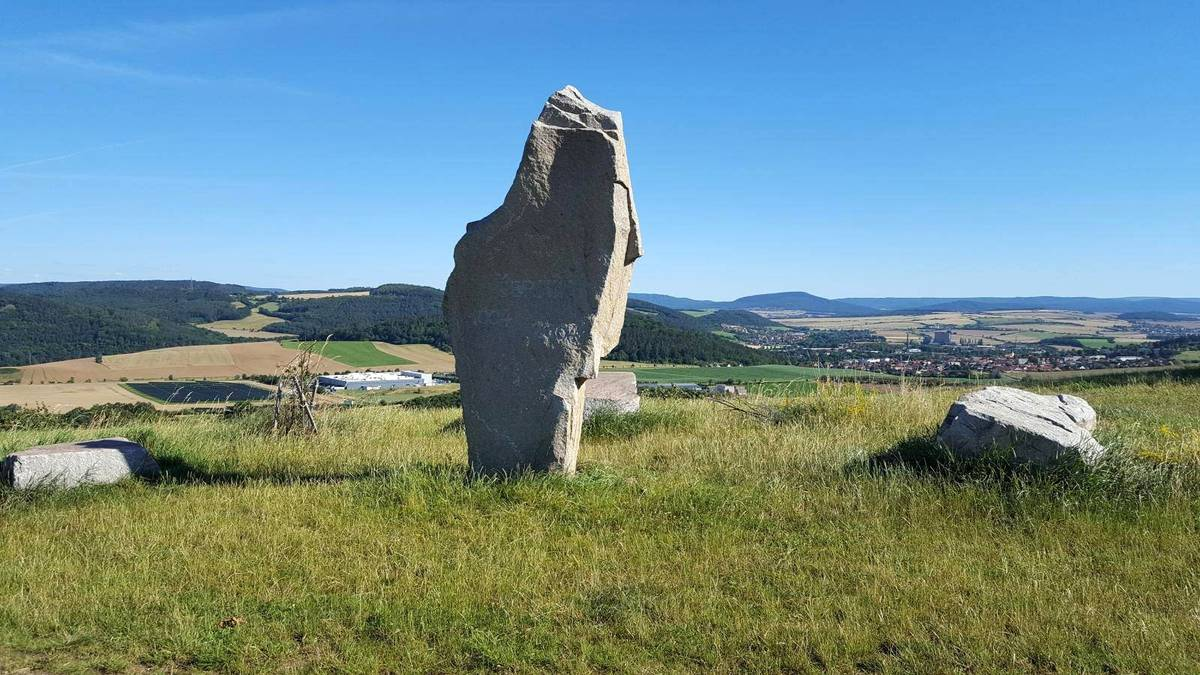
Novodobý menhir "Kámen tisíciletí" u Zdic

Po roce 1989 vzrostl zájem o menhiry, zejména ze strany různých esoteriků. Hledají se "zapomenuté" menhiry, znovu se vztyčují dříve povalené menhiry a staví se menhiry nové, obvykle na energeticky významných místech (často i v podobě kruhů). Aktivní je v této oblasti psychotronik a geomantik Pavel Kozák, mezi staviteli novodobých menhirů slovinský sochař a taktéž geomantik Marko Pogačnik.
Většina českých menhirů se nachází v severozápadních Čechách, na Žatecku a Slánsku. Menhiry na Sedlčansku nebo v jižních Čechách byly "objeveny" (často psychotronicky) teprve nedávno a nebyly vědecky prozkoumány. O některých pravděpodobných menhirech se zachovaly zprávy, ale už neexistují, jiné byly přemístěny.

### Nejznámější české menhiry
| Název                 | Místo                | Souřadnice                     | Popis, podrobnosti |
| Kamenný pastýř        | Klobuky              | 50°18'0"N 13°58'48"E           | Největší český menhir, 330 cm vysoký. Býval prý kdysi obklopen kruhem devíti kamenů – odtud snad pochází název „pastýř“ |
| Zakletý mnich         | Drahomyšl            | 50°18'54.22"N 13°38'56.94"E    | Druhý největší, asi 220 cm vysoký menhir.                                                                               |
| Baba                  | Slavětín             | 50°21'20.200"N 13°53'54.366"E  | Asi 170 cm vysoký menhir, kdysi opatřený železným křížem.                                                               |
| Zkamenělý slouha      | Praha - Dolní Chabry | 50°8'35.416"N 14°27'6.656"E    | Asi 160 cm vysoký menhir nacházející se u plotu rodinného domu v Ládevské ulici.                                        |
| Menhir v Horoměřicích | Horoměřice           | 50°7'58.436"N 14°20'46.219"E   | Menší, asi 50 cm vysoký kámen.                                                                                          |
| Zakletá panna         | Březno/Žatec         | 50°19'21.403"N 13°32'23.417"E  | Asi 150 cm vysoký kámen, jemuž hrozil zánik a byl proto umístěn do zahrady žateckého muzea.                             |
| Libenická stéla       | Libenice/Praha       | 50°5'24.5490"N 14°24'33.0869"E | Nalezl se v libenické (snad keltské) svatyni, nyní se nachází ve dvoře Archeologického ústavu v Praze.                  |

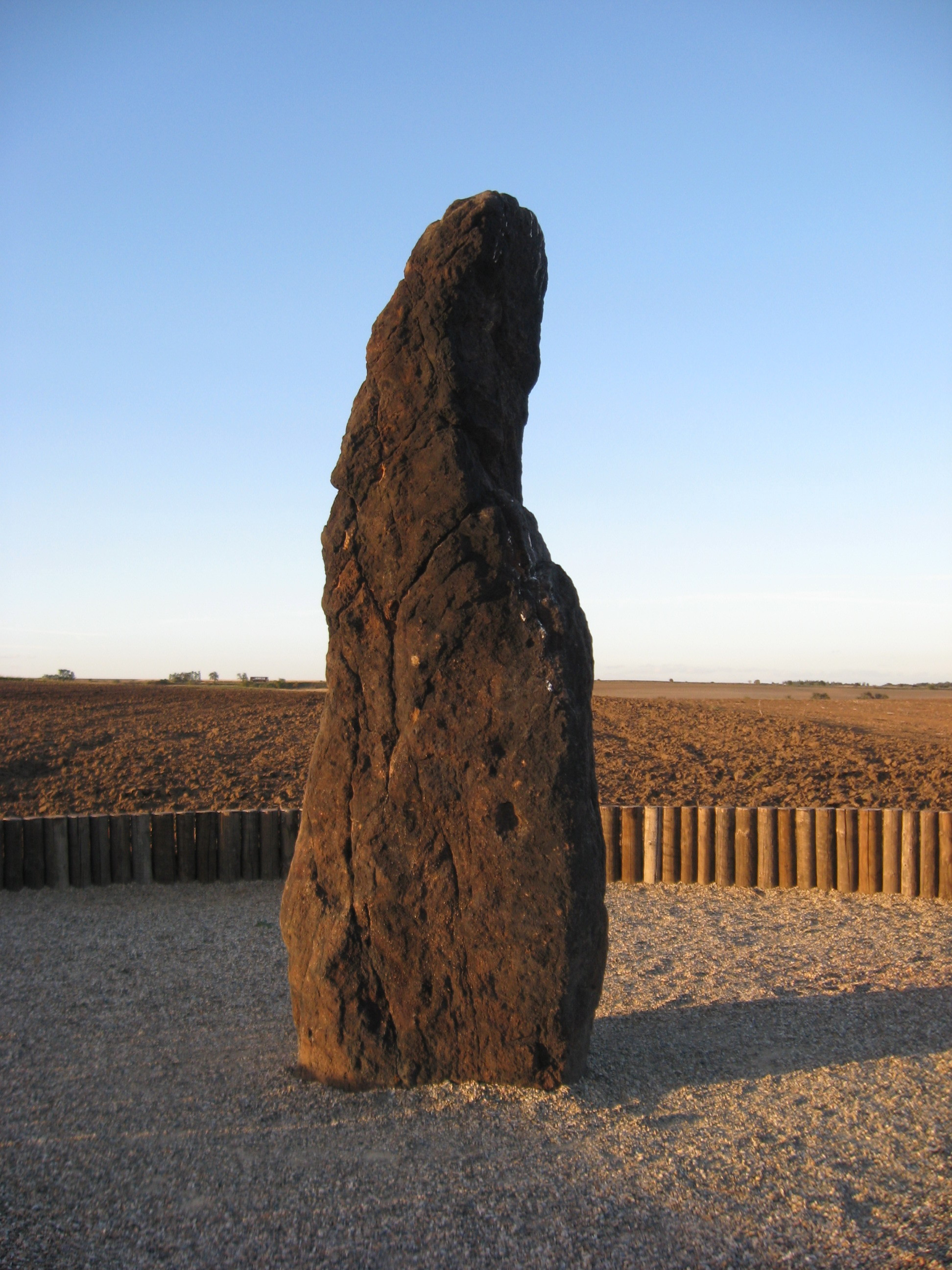
„Kamenný pastýř“ u Klobuk
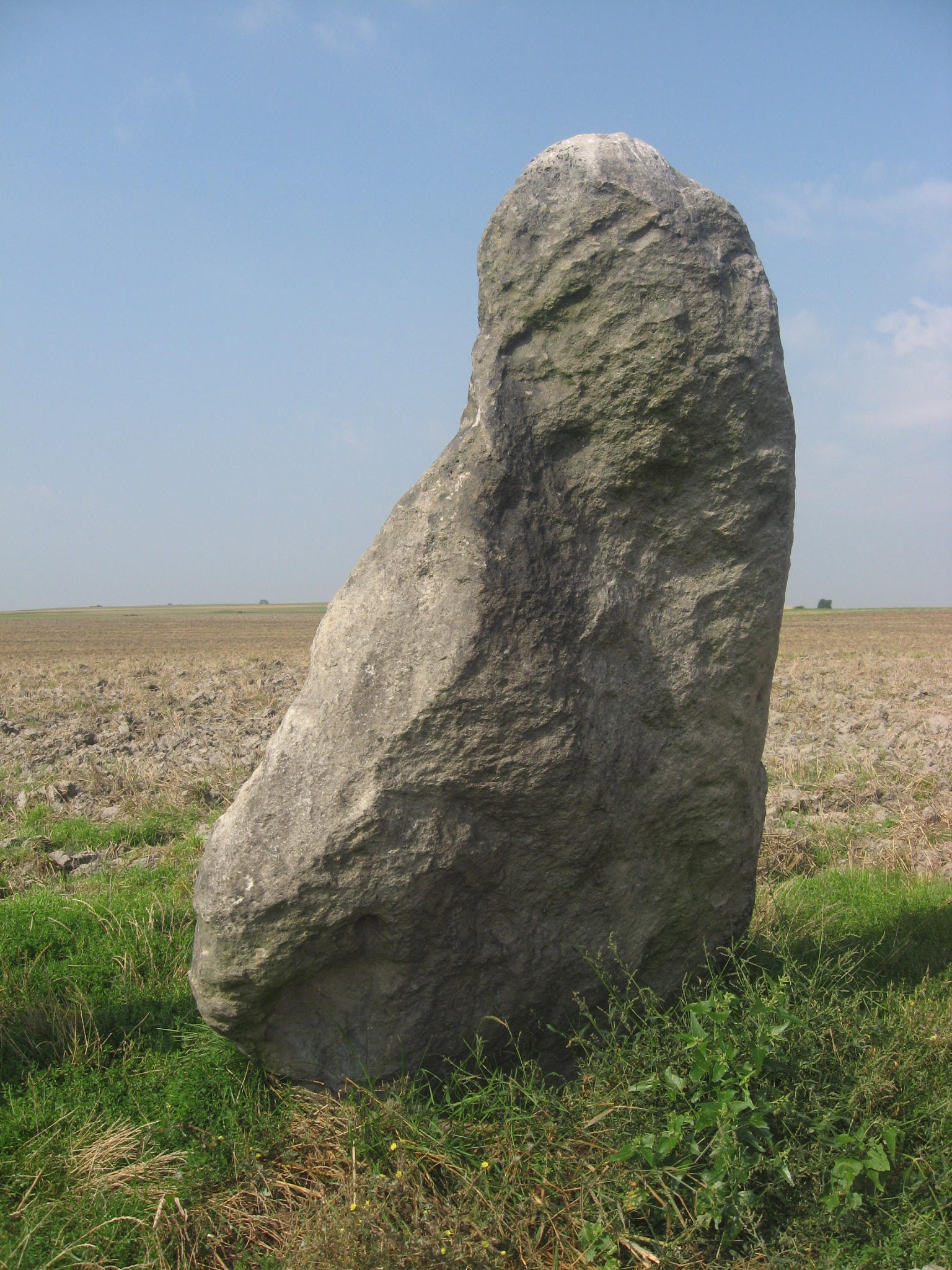
„Zakletý mnich“ u Drahomyšle
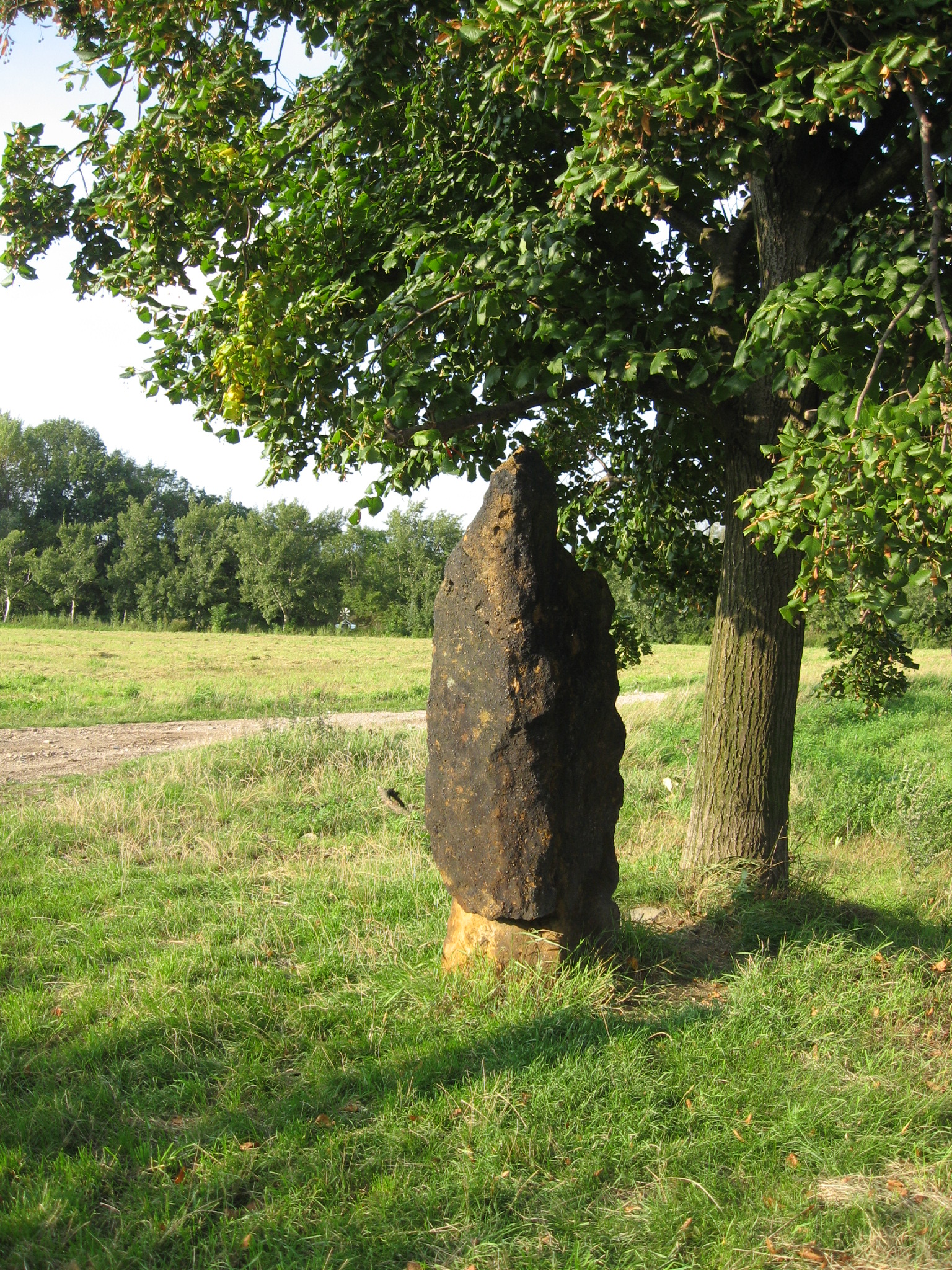
„Baba“ u Slavětína
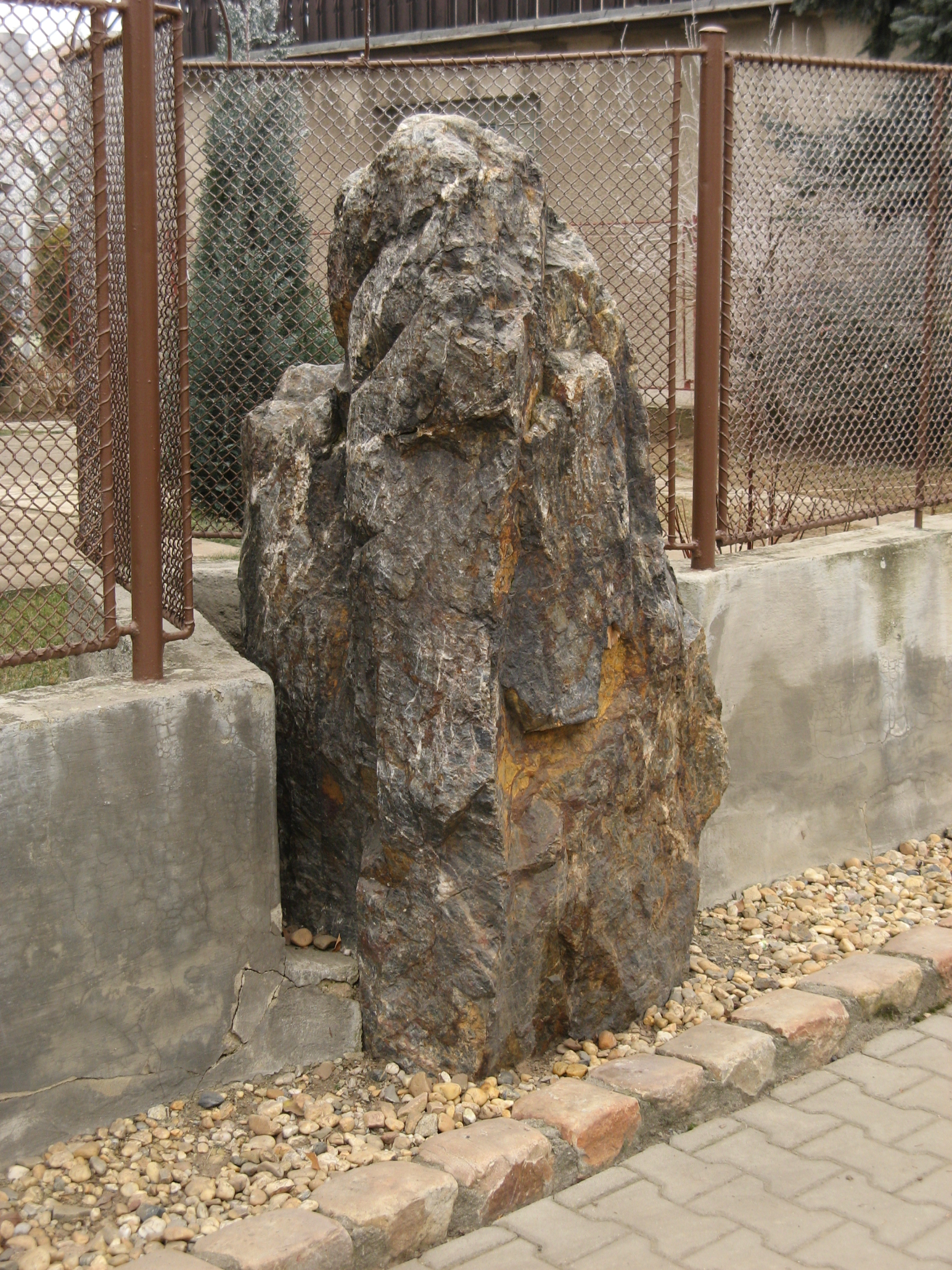
„Zkamenělý slouha“ v Dolních Chabrech
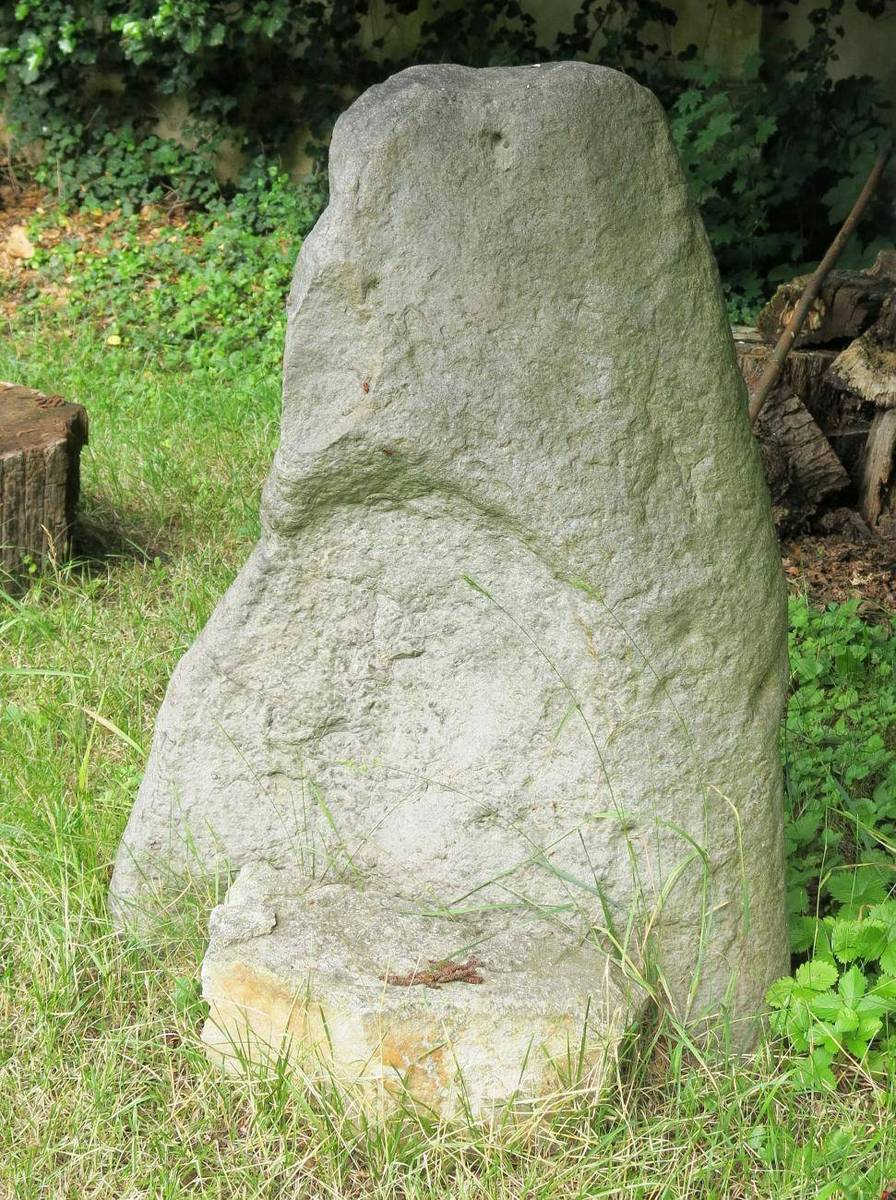
"Zakletá panna"
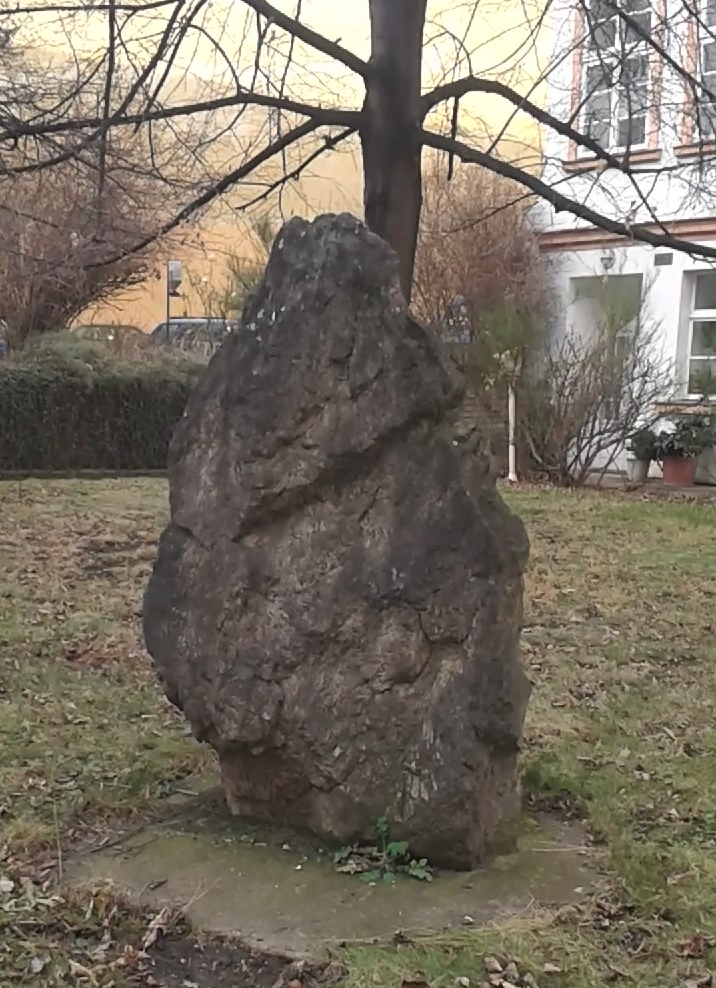
Menhir z Libenic
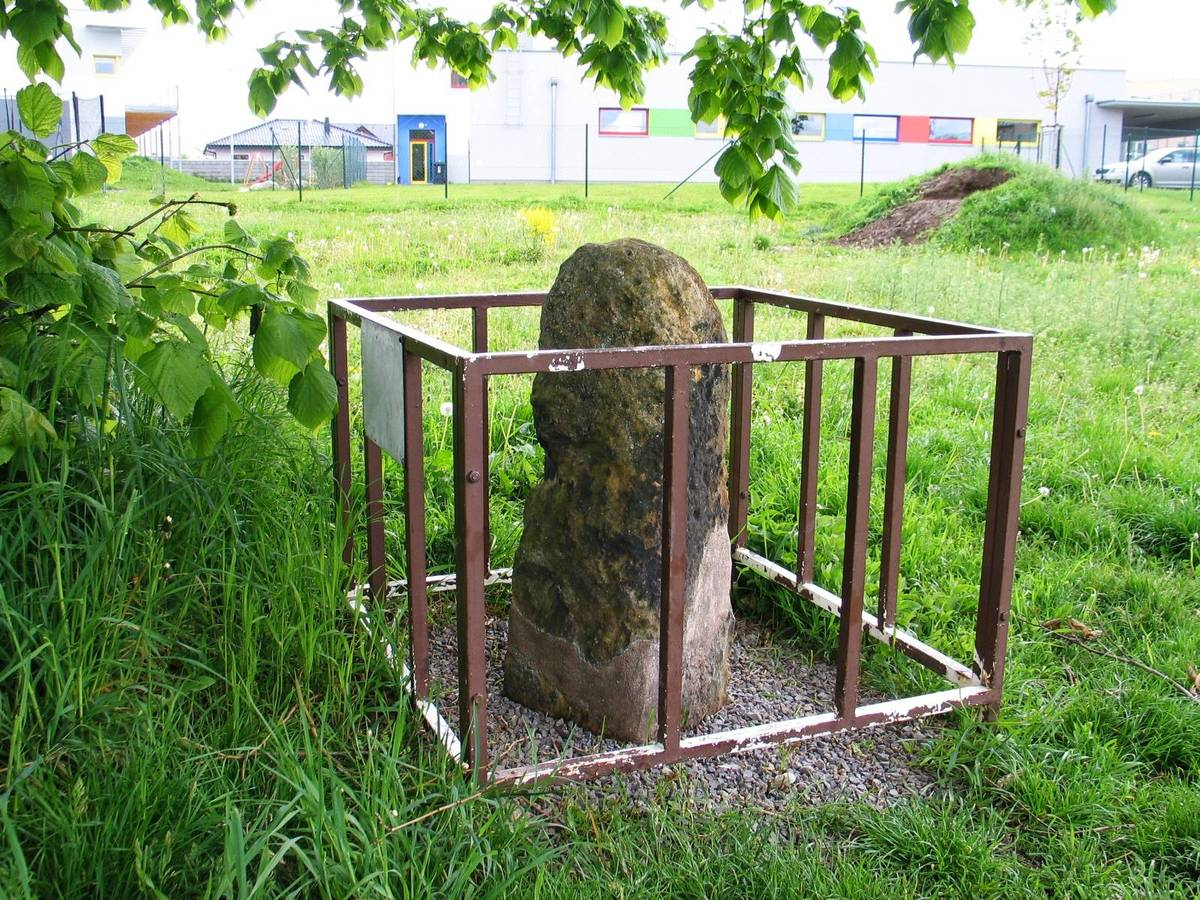
Menhir v Horoměřicích

Dále jsou za menhiry již déle považovány některé další kameny ve severozápadních Čechách, např. kámen s křížem u obce Kamenný Most nebo dvojice kamenů u Ledců. Na Slánsku byl znovu postaven asi 1 m vysoký slepencový kámen v Jemníkách; dva povalené menhiry (200 a 150 cm) se pak nacházejí na svazích Slánské hory. Menhir v Lounském muzeu pochází od obce Selibice.
Ze sporných menhirů lze uvést kameny v Orasicích a Hřívčicích, menhir na kopci nad obcí Kluček či menhir u Líčkova (s vytesaným letopočtem 1905). Ve středních Čechách k nim patří malý menhir u Kerska. Menhirem pravděpodobně nejsou menhir u Chodče, Zkamenělec v Družci, šidlákovský menhir nebo jivinský menhir. Menhir, který stával v Ratiboři u Chyšek na zahradě rodinného statku, byl před rokem 1990 odstřelen na popud místního JZD. 

### Kamenné řady a kruhy
U Kounova v přírodním parku Džbán se nacházejí formace vztyčených balvanů zvané Kounovské řady. Tvoří je celkem 14 rovnoběžných, až 450 metrů dlouhých řad, sledujících severojižní směr. Vztyčeno je zde minimálně 2239 neopracovaných kamenů, z nichž některé dosahují úctyhodných rozměrů. Největšími jsou Pegas, Gibbon a Gibbon II. O jejich původu i stáří jsou různé hypotézy.
Zasvé vzal při zemních pracích nedávno objevený kamenný kruh v Cehnicích. Naproti tomu byly zachráněny tzv. Volarské menhiry - kamenný kruh, který snad byl skutečně několik tisíc let starý, byl do Volar přenesen z Krušných hor.